# Нехаївка (Новгород-Сіверський район)
Неха́ївка — село в Україні, у Коропській селищній громаді Новгород-Сіверського району Чернігівської області. Населення становить 889 осіб. Від 2016 орган місцевого самоврядування — Коропська селищна рада.

## Символіка
На гербі зображений отаман Нехайко, засновник села Нехаївка. Він тримає гвинтівку (ніжинський полковник Матвій Гвинтівка був деякий час власником села) та спис. Козак символізує що основним населенням села були козаки. Жовтий та зелений колір символізують красу місцевої природи.

## Географія
Село Нехаївка розташоване на сході Новгород-Сіверського району. Село лежить за 14 км від центру громади смт. Короп, і за 150 км від обласного центру — міста Чернігова і межує з селами Рождественське, Рижки, Сохачі, Риботин, Шабалинів. Наша Нехаївка розкинулась у межиріччі річок Десни і Сейму.
Територія села розташована у межах придніпровської низовини в зоні мішаних лісів, у чернігівському поліссі. Ґрунтовий покрив і агрокліматичні умови сприятливі для розвитку сільського господарства, прокладення транспортних комунікацій. Село розташоване в межах Воронезького кристалічного масиву, де кристалічний фундамент залягає на глибині від 300 метрів і більше. Геологічна будова є результатом тривалої історії розвитку земної кори. В археї і протерозої на цьому місці переважав геосинклінальний режим з активним горотворенням, землетрусами і метаморфізацією гірських порід. На межі кембрію й ордовика відбулося загальне підняття території, яке змінилося опусканням і наступом моря. В девоні сучасна територія була морським дном. Йшло накопичення карбонатно — глинистих порід. В наступні періоди наша місцевість, як і вся Чернігівщина, неодноразово то піднімалася, то опускалася. В палеоцені територія села і околиць була дном Сумського моря, а вже в кінці олігоцену море повністю залишає нашу територію. 200 тисяч років тому наша місцевість була покрита льодом під час дніпровського зледеніння.
Рельєф місцевості тісно пов'язаний з тектонічними структурами. Поверхня нашого краю — низовина, плоска, подекуди хвиляста. Паливно — енергетичні ресурси представлені торфом. В надрах села і околиць знайдено природні будівельні матеріали, які представлені пісками і глинами.
Нехаївка розташована в північному помірному тепловому поясі. Сумарна сонячна радіація за рік становить 95—97 ккал/ м. На формування клімату впливає характер підстилаючої поверхні. Ліси сповільнюють рух повітря в нижніх шарах атмосфери. Середня кліматична температура становить +6…+7°С. Протягом року випадає 500—600 мм опадів. За кліматичними умовами наша територія відноситься до помірної, добре зволоженої агрокліматичної зони, яка сприятлива для ведення лісового господарства, вирощування картоплі, льону — довгунця, озимого жита, фруктів, кормових культур.
З природних водойм на території села є озера, які поділяються на два типи за походженням: льодовикові і заплавні. До озер з льодовиковим типом відносяться Лісове, Дьогтярена, Набожне, Мазкове та Берізняк. Всі вони неглибокі з піщаним або мулистим дном. Плави, Накот, Крупка та Ільїха є заплавними. Гідрологічний режим заплавних озер аналогічний до режиму Десни. Вони мають численні джерела. Озера в значній мірі заростають, мають багаті рибні запаси.
У зв'язку з геологічною будовою, кліматичними умовами та значною лісистістю нашої місцевості територія околиць села відзначається заболоченістю. Деякі з боліт торфові.
Гузнове озеро, що сховалося в сосновому лісі є улюбленим місцем відпочинку жителів села. У другій половині 80-х років проводилися роботи з очищення дна та впорядкування берегів. Тепер це місце є рекреаційною зоною.
Територія села характеризується наявністю потужних водоносних горизонтів, які приурочені до відкладів кайнозою. Підземні води антропогенних відкладів використовуються шляхом будівництва колодязів, в останній час трубних.
Серед ґрунтів, що зустрічаються на території села та його околицях є ясно — сірі та сірі лісові, темно сірі опідзолені, переважно на лесових породах, є включення чорноземів опідзолених.
Територія села розташована в східно-європейській широколистяній геоботанічній провінції. Південну околицю села займає сосновий ліс — бір з включенням берези, клена та дуба. Південно західну околицю займає дубово — осиково — липовий ліс. В підліску переважають ліщина і крушина. На південь від села розкинулось Урочище «Обийма». Тут зростають: дуб, осика, клен, ясен, береза, вільха та ялина.
Значна частина території околиць села зайнята луками. Для рослинного покриву сучасних угідь є переважання осоки та злаків. Вони створюють зелений фон, який доповнюється різноманіттям лугових квітів. Зустрічаються рідкісні та дуже рідкісні рослини.
Наша місцевість — щедра комора лікарських рослин, які ростуть в лісах, на луках та болотах.
Ліси багаті на гриби.
Тваринний світ виділяється різноманітністю. Зустрічаються лисиця, заєць сірий, тут постійно живуть вовки, сарни, дикі свині.

## Назва села й історичні дані про нього
Писемних історичних джерел щодо походження назви села не виявлено. Проте існує усний переказ походження назви села Нехаївки. Походить вона від прізвища ватажка козацького загону отамана Нехайка, який колись поселився з товаришами в нашій мальовничій місцевості. Подальша доля його невідома. Перші поселенці Нехаївки були козаками, але потім більша частина їх була покріпачена.
За письмовими джерелами про село є такі відомості. За описом 1654 року в селі налічувалися 22 козацькі двори. Ніжинський полковник Матвій Гвинтівка (був полковником з 1663 по 1667 рік за часів гетьмана Брюховецького) «был пожалован в Москве дворянством, причем ему дано было село Нехаевка». (З книги Лазаревського «Описание старой Малороссии» том 2, Київ, Типографія К. Н. Мілевського , 1893 рік, с. 8). В цій же книзі на сторінках 307—308 є такі відомості про Нехаївку:
| «Село Нехаевка по описи 1654 года показана деревней с 22 - мя казацкими дворами. По отсутствию воды, так не может быть, что она представляет собою и выселок из какого - нибудь соседнего городка, например Рождественского. Несмотря на то, что по описи 1654 г. здесь показаны одни казаки, у Нехаевке скоро явились и крестьяне так, как местные старожилы при генеральном следствии показали, что уже и до Самойловича Нехаевкой владели Нежинские полковники. Самойловичем она отдана была сначала генеральному судье Савве Прокоповичу, а затем - Илье Новицкому и Скоропадским - Гавриилу Милорадовичу. Последнему Нехаевка была отдана в 1715 году и в том же году нехаевцы подали гетьману длинный перечень тех насилий, которых новый державца не замедлил проявить. Характер насилий Милорадовича виден из следующих случаев: Нестора Доценка, казака, Милорадович тирански истязал за то, что тот еще прежде «державы» Милорадовича купил ниву у нехаевского крестьянина, отняв ниву у Доценка, Милорадович не только денег ему не возвратил, но еще сковал с тем мужиком за ноги и держал так неделю, пока Доценко не откупился, дав талер. У крестьянина Хвеська Манджоса отнял лес, стоивший 100 золотих, а пока не отнял, хотел Хвеська повесить, но только железом сковал и тот не смогши носить на себе железа должен был лес Милорадовичу уступить, а сам ушел в другое село. Много бед пришлось терпеть нехаевцам от Милорадовича, который на их жалобыне обращал никакого внимання...». |
У 1654—1782 роках Нехаївка входила до Новомлинської сотні Ніжинського полку. На початку XVIII століття в селі налічувалося вже 117 дворів, у середині XIX століття (в 1866 році) — 370 дворів, винокурний завод, Покровська церква (1860, зруйнована у 1930-х роках). У 1897 році — 403 двори, 2254 жителі, земська школа. У XIX столітті із села виселилися окремі селянські двори і утворили три хутори: Лебедин, Галичівку та Норицю. На початку XX століття земельних угідь у селі було до 6000 десятин, з них половина землі належала місцевим поміщикам. Поміщик Куриленко мав до 1000 десятин (був земським начальником), Дулицький мав 800 десятин, ще п'ять поміщицьких дворів — по 200—300 десятин землі. Дулицький мав також винокурний і крохмальний заводи, паровий млин, олійницю. Поміщики Сербін, Рачинський, Титович, Коленко, Галич мали по декілька сот десятин.
Селяни — кріпаки до реформи 1861 року відбували панщину і платили оброк продуктами та грішми. Після скасування кріпосного права селяни платили викупні платежі за землю.
Більшість селян мали від 1 до 3 десятин землі. Багато з них орендували землю в поміщиків на кабальних умовах, працювали в поміщицьких економіях по 12-14 годин на добу, за що отримували 7—8 крб за місяць. Працювали і діти з 10—12 років. Частина селян працювала на винокурні та крохмальному заводі Дулицького.
Влітку 1905 року в селі пройшли заворушення. Селяни не вийшли на роботу і стали вимагати підвищення заробітної плати. Поміщик Дулицький звернуся до сусіднього села Рождественського, щоб найняти робітників. Але нехаївці не допустили людей з інших сіл, поставивши пікети на шляхах. Тоді Дулицький викликав із Сосниці станового пристава з поліцейськими, яким селяни також вчинили опір. Після цього в село був направлений козацький загін, який жорстоко розправився з селянами. Козаки роз'їжджали селом, били людей нагайками, примушували ставати до роботи. Заколотників було заарештовано і відправлено до Сосницької тюрми. Але селяни приступили до роботи тільки тоді, коли їм підвищили заробітну плату.
Після революції поміщики з села виїхали, а їх майно та землю захопили селяни. Радянську окупаційну владу більшовики встановили в селі у грудні 1917 року. Першим головою ревкому був більшовик Василь Григорович Федорченко, який до революції працював муляром. Повернувся в село комуністом. Брав активну участь у встановленні в селі Радянської влади. Був убитий в кінці 1918 року.
В 1918—1919 роках влада в селі належала Гетьманату та Директорії УНР, а восени 1919 року в населений пункт ввійшли денікінці. В листопаді 1919 року силами Червоної Армії денікінці були витіснені і остаточно встановлений режим комуністичного терору.
З початком Сталінської колективізації в лютому 1931 року створено перший ТСОЗ (товариство спільного обробітку землі), куди входило 12 бідняцьких сімей, які об'єднали свої земельні наділи. Ініціаторами ТСОЗ були Городиський Микола Григорович і Біленко Михайло Демидович. В 1932 році ТСОЗ став колгоспом «Шлях перемоги». Головою колгоспу був Милько Микита Пилипович. В колгосп входило 75 селянських дворів.
Тоді ж, у 1931 році, був утворений другий колгосп імені Шевченка, до якого входило 70 дворів. Головою колгоспу був Косовненко Панас Петрович. В 1932 році 45 селянських дворів організували третій колгосп «Перше травня». В цьому ж році на хуторі Лебедин був створений колгосп «Шлях соціалізму», який налічував 20 селянських дворів. Його першим головою був Шейна Олександр Несторович, а також на хуторі Галичівка — колгосп «Прогрес», у який об'єдналося 20 господарств. Був об'єднаний у 1934 році з колгоспом «Шлях перемоги». На хуторі Нориця був створений колгосп імені ХТЗ, до якого входило 15 селянських господарств. В 1935 році об'єднався з колгоспом імені Шевченка.
Людей, які відмовлялися вступати до колгоспів оголошували куркулями та підкуркульниками. їх виселяли з будинків, забирали майно. Люди змушені були залишати домівки, будували землянки у лісі і цілими сім'ями жили там. Наймалися на роботу до людей, щоб прогодуватися, але врешті-решт були змушені вступати до колгоспів.

## Комуністичний Голодомор
1932 року комуністи контролювали усе їстівне у селі. Це дало змогу перейти до систематичного терору голодом, від якого постраждала більшість населення села. 1935 село понвістю загнали у колективізацію. Налічувалося чотири колгоспи: «1 Травня», «Шлях до соціалізму», колгосп імені Молотова, колгосп імені Шевченка.
В селі почали проводитися суботники, люди працювали на відбудові крохмального заводу, ремонтували школу, лікарню. Відкриті: восьмирічна школа, сільський клуб, лікарня, ветлікарня, пошта. Щотижня демонструвалися кінокартини із пропагандою комуністичного життя.

## Пам'ятки
Урочище «Обийма» — ландшафтний заказник місцевого значення.

## Сучасність
12 червня 2020 року, відповідно до розпорядження Кабінету Міністрів України № 730-р «Про визначення адміністративних центрів та затвердження територій територіальних громад Чернігівської області», увійшло до складу Коропської селищної громади.
19 липня 2020 року, в результаті адміністративно-територіальної реформи та ліквідації Коропського району, увійшло до складу Новгород-Сіверського району Чернігівської області.
У жовтні 2022 року школа села отримала від ЮНЕСКО ноутбуки.
- Перелік населених пунктів, що постраждали від Голодомору 1932—1933 (Чернігівська область)